# Nikolaj Trofimovič Fedorenko
Nikolaj Trofimovič Fedorenko (rusky Николай Трофимович Федоренко; 9. listopadu 1912 – 2. října 2000) byl sovětský filolog, orientalista, člen Akademie věd SSSR, diplomat, stálý zástupce Sovětského svazu při Organizaci spojených národů v letech 1963 až 1968.

## Život
V letech 1932 až 1937 studoval na Čínském ústavu Moskevského institutu orientálních studií a roku 1939 zde absolvoval postgraduální studium. Poté do roku 1968 pracoval na Ministerstvu zahraničních věcí SSSR. Mezi 15. červnem 1958 a 16. červencem 1962 zastával post sovětského velvyslance v Japonsku. V letech 1963 až 1968 působil jako stálý zástupce SSSR při OSN. Po odchodu z Ministerstva zahraničních věcí SSSR pracoval jako šéfredaktor časopisu Zahraniční literatura (1970 až 1988). Byl tajemníkem Svazu sovětských spisovatelů. Podepsal otevřený dopis skupiny sovětských spisovatelů, odsuzující „protisovětskou činnost a vystupování“ spisovatelů Alexandra Solženicyna a Andreje Sacharova, otištěný dne 31. srpna 1973 v novinách Pravda.